# 薄丽鲷属
薄麗鯛屬，是條鰭魚綱䲁形目麗魚科下的一個屬。

## 分類
本屬屬於褶唇麗魚亞科，目前被認可的種如下：
- 短薄麗鯛 Tramitichromis brevis
- 中間薄麗鯛 Tramitichromis intermedius
- 藍頭薄麗鯛 Tramitichromis lituris
- 三線薄麗鯛 Tramitichromis trilineata
- 雜色薄麗鯛 Tramitichromis variabilis